# Salvador Sellés
Salvador Sellés Gosálvez (o Gozálbez) (Alicante, 21 de abril de 1848 - Madrid, 9 de febrero de 1938) fue un escritor, ensayista y poeta español.

## Biografía
Hijo de Francisco Sellés y María Antonia Gosálbez, en su adolescencia se interesó por el teatro y el dibujo (Retrato de la Santa Faz es su obra más señalada, pintada a los trece años en la Academia de Bellas Artes) pero finalmente se decantó por la escritura; se cuenta que a los catorce años se había leído ya todas las comedias de Lope de Vega. Formó parte del Centro de Artesanos fundado por Eleuterio Maisonnave y Manuel Ausó y Monzó en 1863 y colaboró en la prensa local republicana y liberal: El Luchador, El Municipio, La Ilustración Popular (dirigida por Nicolás Visconti) o La Revelación (un periódico espiritista de Alicante dirigido por el citado Manuel Ausó). Dejaba plasmada su ideología republicana y liberal. También formó parte de la sociedad cultural “El Estudio” cuya primera sesión se celebró el 30 de enero de 1868. Ingresó en la masonería espiritista con el pseudónimo de "Torcuato Tasso", donde alcanzó el séptimo y último grado el 10 de mayo de 1891. Atraído en efecto por el espiritismo o "doctrina espírita", como en su época se decía, en la versión francesa de Allan Kardec, llegó incluso a ser socio de la Academia Internacional para el Estudio del Espiritismo y Magnetismo de Roma el 8 de septiembre de 1888 y vicepresidente de la Sociedad Espiritista Española en la época en que Antonio de Torres-Solanot y Casas (Vizconde de Torres-Solanot) era su presidente. También estuvo entre los impulsores del Orfeón de Alicante y dio clases de literatura en la Escuela Modelo de Alicante.
Fue empleado de correos muchos años y se trasladó a Alcázar de San Juan en Ciudad Real en 1872; se casó con Lorenza Pastor el 5 de febrero de 1876 en Madrid, adonde se había trasladado en 1875, y allí trabajó en algunos diarios y para revistas de Barcelona y América (La Ilustración Ibérica, El Evangelista de Puerto Rico, Revista de El Buen Sentido, etc.) y se incluyó en el círculo de amigos de Emilio Castelar junto a Antonio Rodríguez García-Vao y otros poetas y escritores republicanos; tal vez este fue quien lo incluyó como colaborador en Las Dominicales del Libre Pensamiento, una revista de las más avanzadas en su momento (y también de las más denunciadas por la Iglesia Católica). En su redacción trabó amistad con Gaspar Núñez de Arce, la poetisa Amparo López del Baño y Rosario de Acuña.
Escribió 'El temblor de tierra, Hacia el infinito, Giordano Bruno, La elegía del ciego, Lázaro y El profeta en su tierra. A principios del XX volvió a Alicante, donde dedicó poemas a alicantinos ilustres de entonces como Óscar Esplá, el citado Maisonnave, el bohemio Joaquín Dicenta o el doctor Antonio Rico Cabot. Precisamente de este último fue un gran amigo y le brindó un sentido homenaje a su muerte. Entre los alumnos y discípulos de ambos estaban Lorenzo Carbonell, Álvaro Pascual, Carlos Esplá, José Irles, Pascual Orts y Germán Bernacer.
Fue amigo del escritor alicantino Gabriel Miró, a quien dedicó su libro Lepra (1912). En la guerra de 1914 se declaró germanófilo. Le cedió su empleo en correos a un joven con mayor necesidad de él y en 1918 fue el primer presidente del recién creado Círculo de Bellas Artes de Alicante. Su esposa falleció prematuramente el 21 de marzo de 1921, sin dejarle descendencia. Entonces volvió a Alicante. El Ayuntamiento lo nombró hijo predilecto el 21 de agosto de 1925 y en 1926 se le realizó un homenaje, para el cual el escultor Rafael Reus le hizo un busto. El Gobierno lo reconoció en  1936 con la banda de la Orden de la República Española, solicitada por las juventudes de Izquierda Republicana, y falleció en 1938 a los ochenta y nueve años de edad a causa de un colapso cardiaco agravado por una mioesclerosis. Hay una calle de Alicante consagrada a su memoria.
De singular carisma, fue casi sin excepción un hombre abierto, venerado y querido por todos, de singular bondad. Poeta eminentemente laico, era sin embargo un espíritu profundamente religioso, de una religiosidad pura, primitiva y universal, que descreía del particularismo de las teologías y de los dogmas, y, por tanto, cercano al krausismo y sus autores.

## Obras
- Lepra: poema. Alicante : Imp. Vda. de Luis Esplá, 1912
- El Alicante de su hijo predilecto : Salvador Sellés Gosálbez : antología Ed. de Antonio Aparici Díaz, Alicante : Instituto Alicantino de Cultura Juan Gil-Albert / Diputación Provincial de Alicante, 2002.
- Alicante : canto a la ciudad natal Alicante : [s.n.], 1916 (Imprenta Diario)
- Judas : (poema) [s.n.], [s. a., pero 1900] (Imp. Clarasó)
- Un milagro : poema [s.n.], [s. a., pero 1900] (Imp. Clarasó)
- El temblor de tierra: los terremotos de Andalucía (Diciembre de 1884), poema descriptivo y filosófico, Alicante : Hacia la Luz, 1898 (Moscat y Oñate)

## Un poema
Padre nuestro que estás en lo infinito, / si ese nombre dulcísimo prefieres, / santificado sea, y en los seres / átomos y universos quede escrito. / "Vénganos el tu reino" en hondo grito / te pide esta mansión de padeceres, / pues tu reino es la paz y, donde imperes, / ¿qué ha de imperar más que el amor bendito? / Hágase al fin tu voluntad, que es ella / el progreso y el bien en el profundo / cielo azul, y en la tierra, en flores bella, / y cual golfo de luz grande y fecundo, / anega la Creación estrella a estrella, / sol a sol, cielo a cielo, mundo a mundo.